# Heurodes turritus
Heurodes turritus là một loài nhện trong họ Araneidae.
Loài này thuộc chi Heurodes. Heurodes turritus được Eugen von Keyserling miêu tả năm 1886.